# Dead Vlei
 (janvier 2024).
Si vous disposez d'ouvrages ou d'articles de référence ou si vous connaissez des sites web de qualité traitant du thème abordé ici, merci de compléter l'article en donnant les références utiles à sa vérifiabilité et en les liant à la section « Notes et références ».

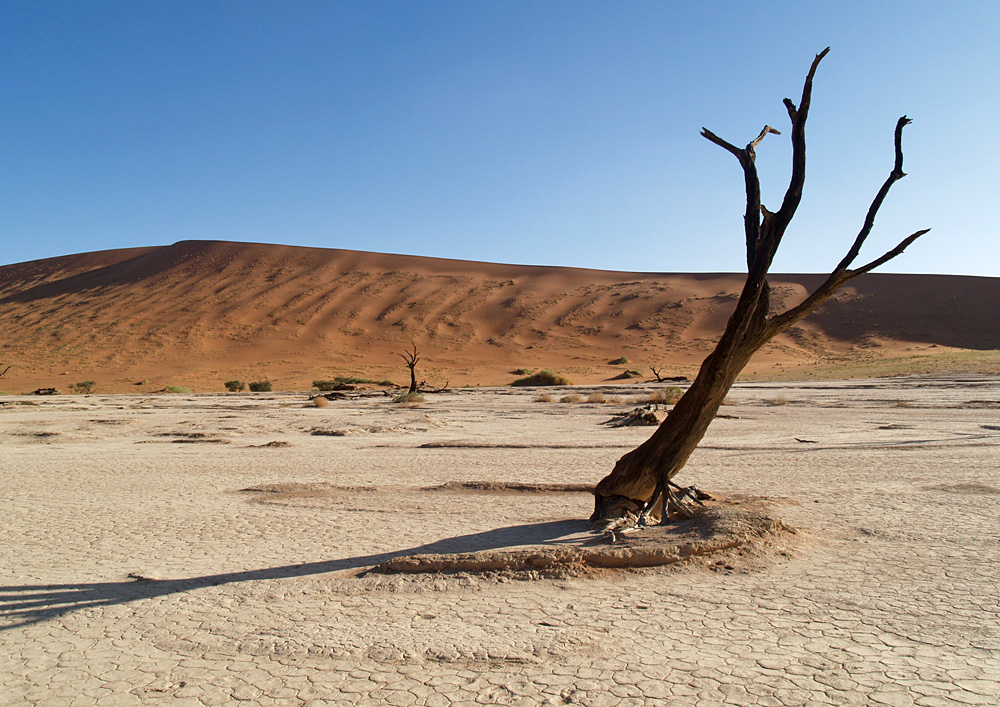
Dead Vlei

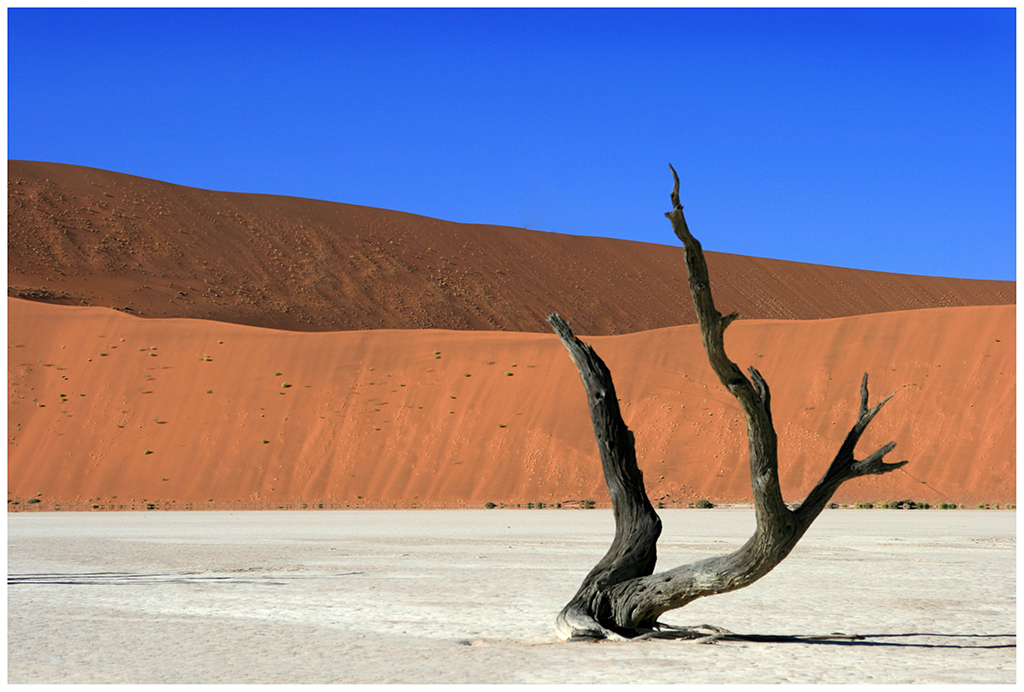
Barrières de dunes

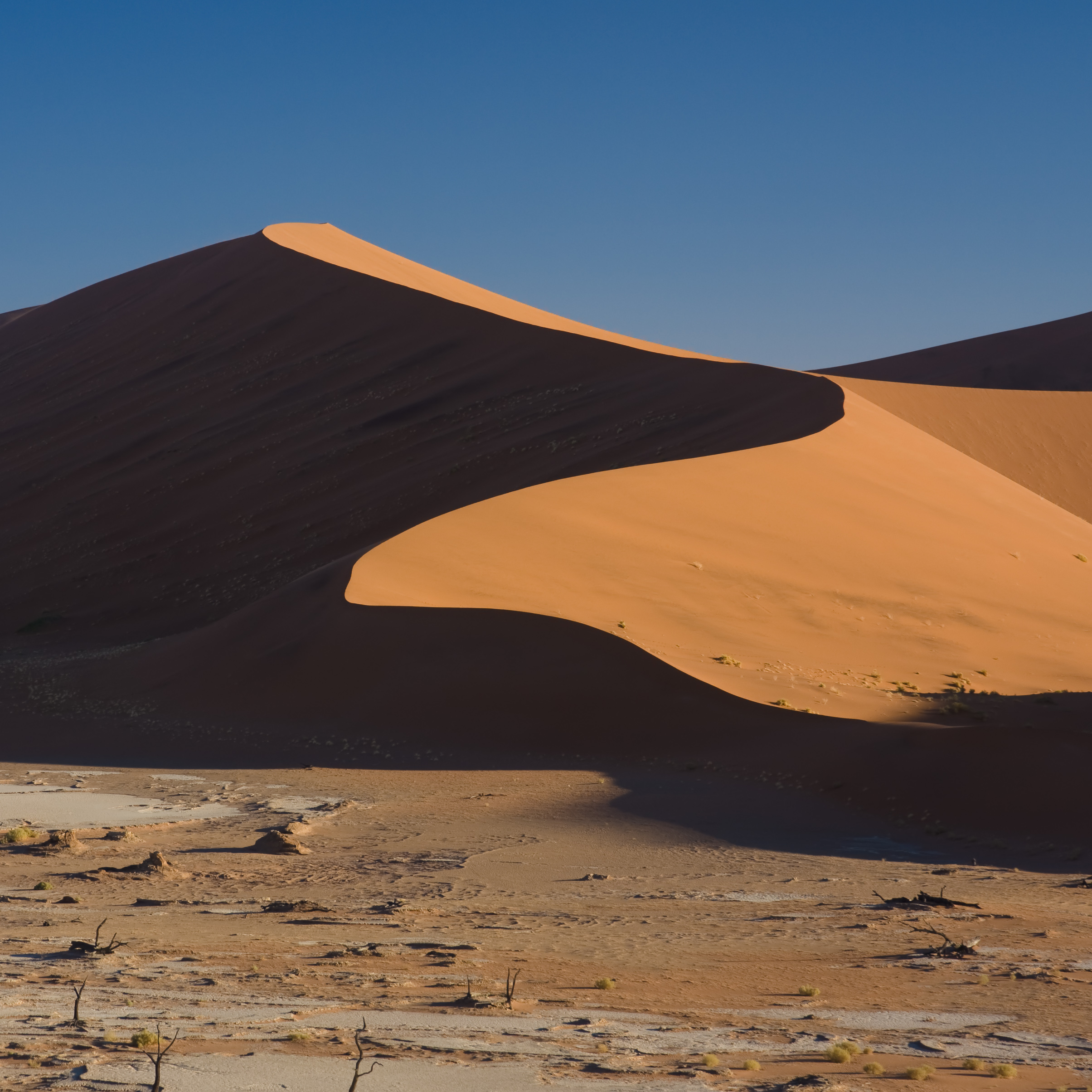
Dunes

Dead Vlei est une cuvette d'argile blanche située près du célèbre salar de Sossusvlei, dans le désert du Namib, en Namibie.

## Toponymie
Son nom est aussi écrit DeadVlei ou Deadvlei et signifie « le marais mort » (de l'anglais dead, « mort », et l'afrikaans vlei, « lac » ou « marais » dans une vallée entre les dunes).

## Géographie
Dead Vlei est entouré des dunes les plus élevées du monde, dont la plus haute, surnommée « Big Daddy » ou « Crazy Dune », culmine entre 300 et 400 mètres (350 mètres en moyenne). Cette cuvette s'est formée lorsque des inondations y ont détourné une rivière, créant alors un marais permettant à des acacias du désert (Acacia erioloba) d'y pousser.
Par la suite, des dunes ont entouré la zone et bloqué l'arrivée d'eau, entraînant la mort des arbres par manque d'eau.
Il y reste toutefois des plantes encore vivantes telles que des Salsolas, capables de survivre grâce à la brume du matin et à de très rares pluies. Les troncs des arbres morts, dont l'âge est estimé à environ neuf cents ans, sont désormais de couleur noire du fait qu'ils ont été brûlés par le soleil.
Bien que n'étant pas pétrifié, leur bois ne se décompose pas du fait de la trop grande sécheresse.

## Dans la culture
Dead Vlei a servi de lieu de tournage de certaines scènes des films The Cell (2000), The Fall (2006) et Ghajini (2008).

## Galerie

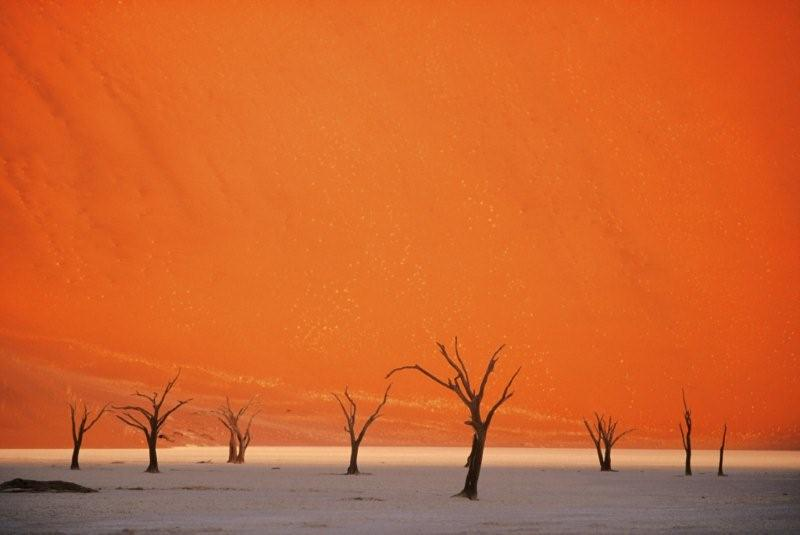
Au pied d'une dune géante de sable orange.
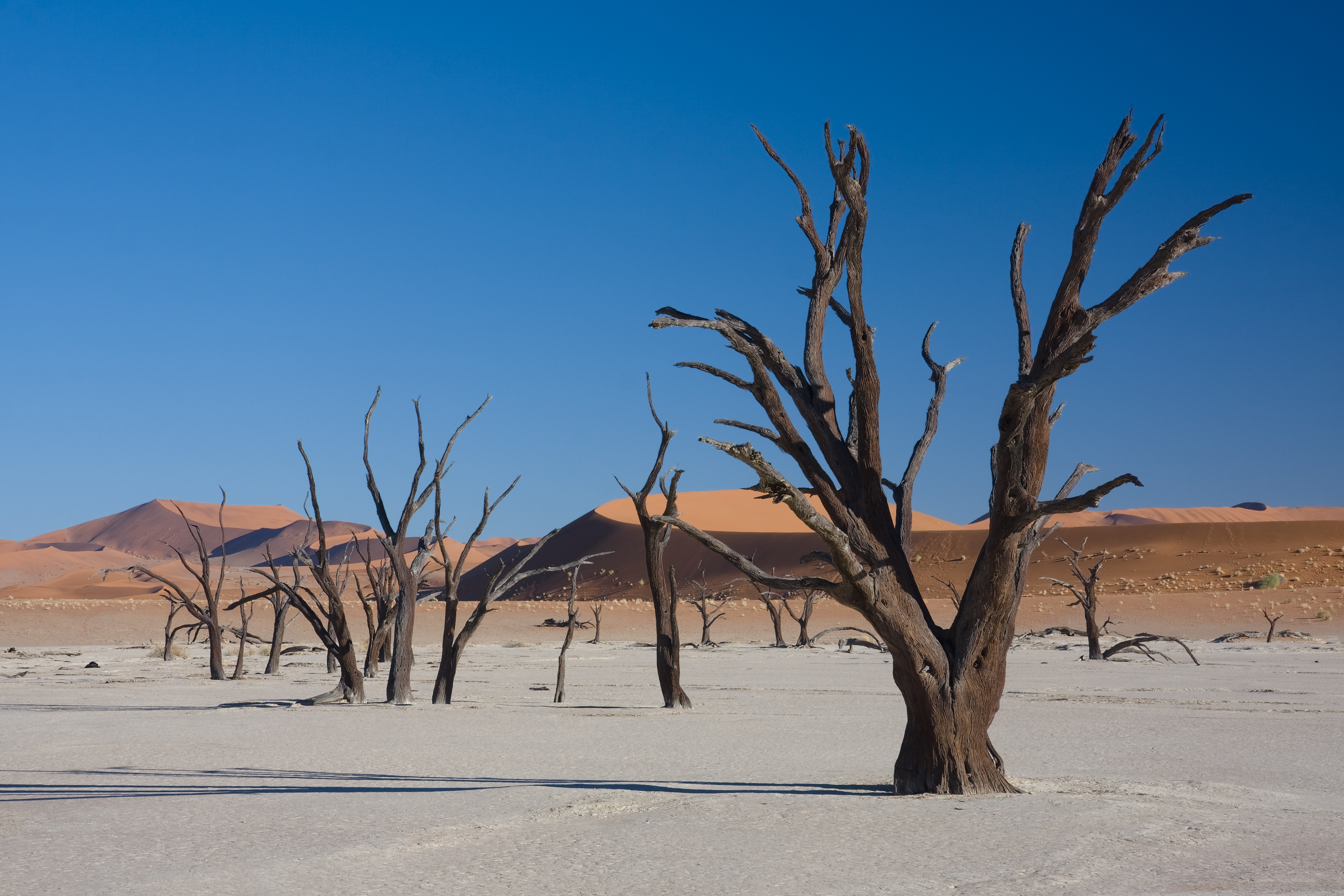
Des Acacia erioloba morts.
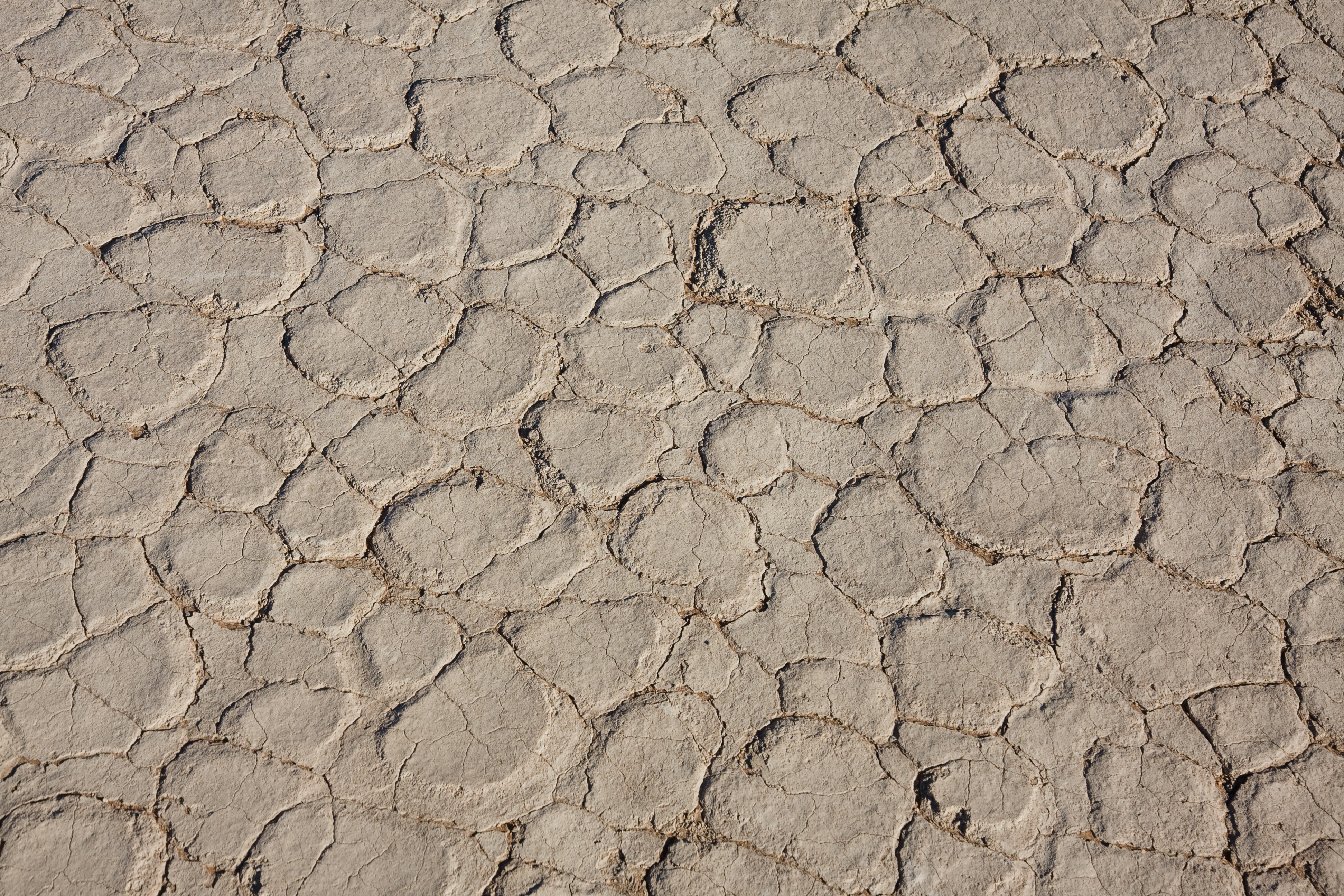
Sol argileux desséché.
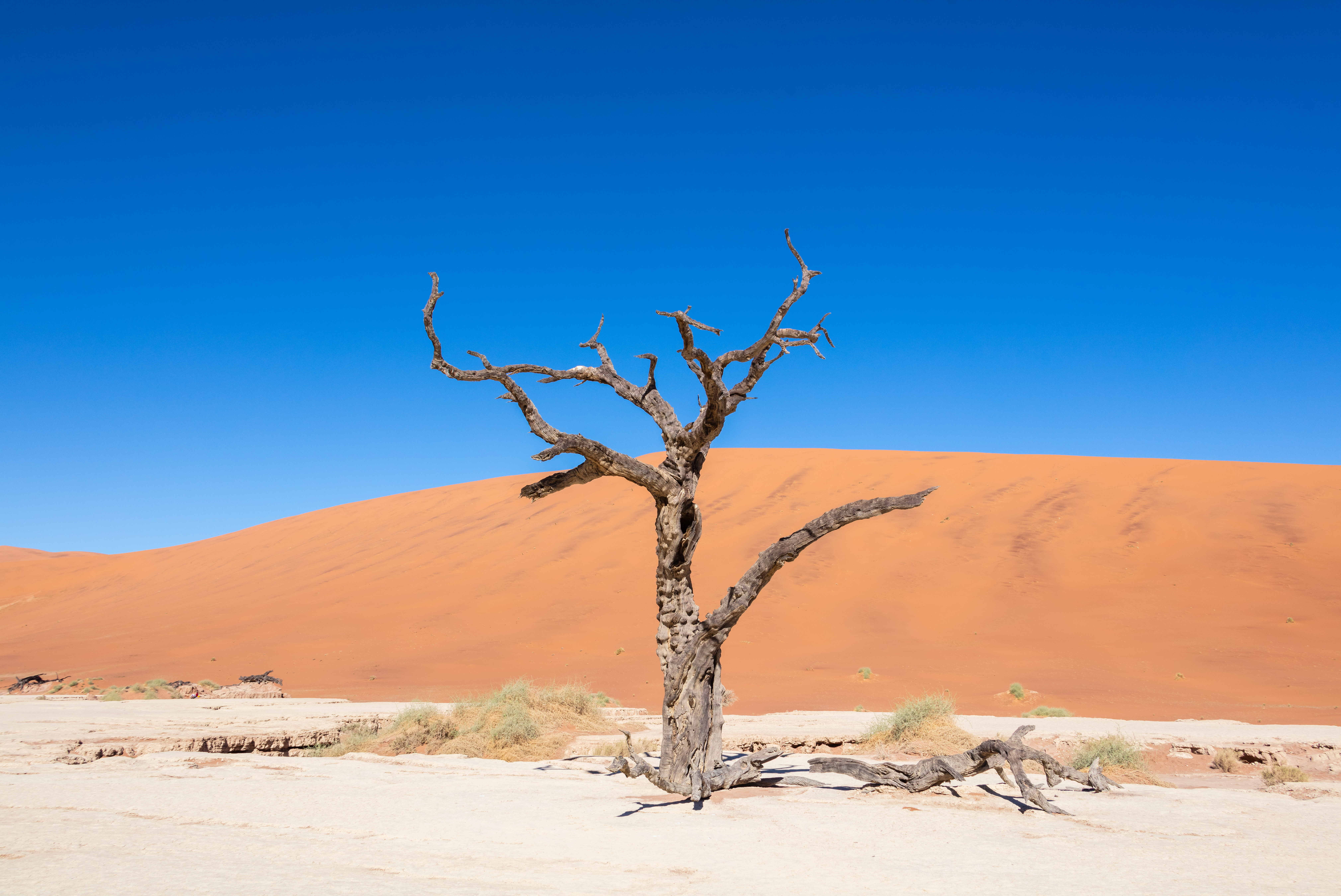
Autre arbre autre dune dans le Dead Vlei. Aout 2018.

Panorama sur Dead Vlei. Aout 2018.

Panorama sur Dead Vlei. Aout 2018.

Panorama sur Dead Vlei. Aout 2018.

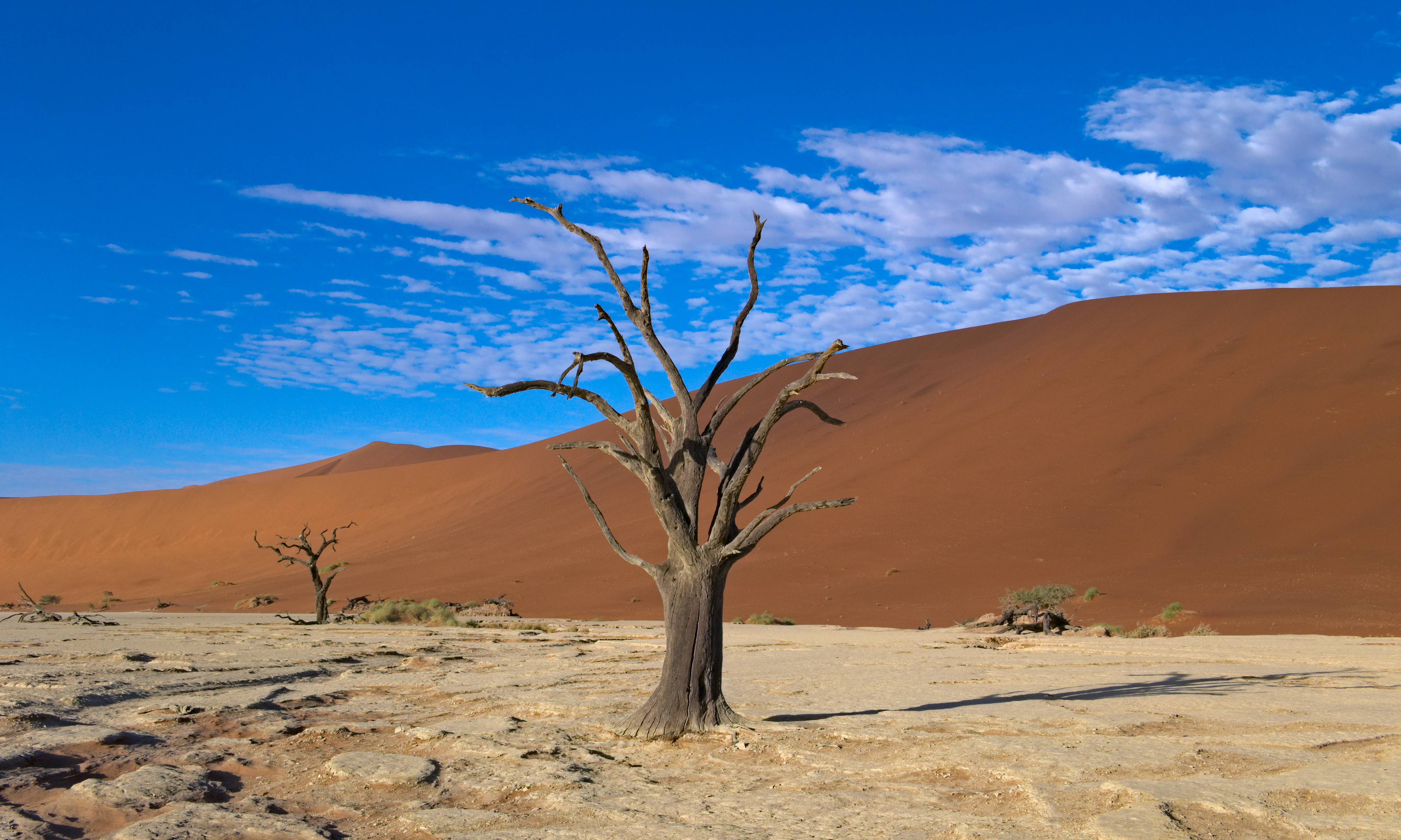
Autre arbre autre dune dans le Dead Vlei. Mai 2019.